# Почтовые марки России (1999)

Почтовые марки России (1999) — каталог знаков почтовой оплаты (марок, блоков, листов), введённых в обращение «Почтой России» в 1999 году.
Всего в этом году было выпущено 80 почтовых марок, 4 почтовых блока и 8 малых листов.

## Список коммеморативных марок
Порядок следования элементов в таблице соответствует номеру по каталогу марок России на официальном сайте издатцентра «Марка», в скобках приведены номера по каталогу «Михель».
| № | Изображение | Описание | Номинал                       | Дата        | Тираж                    | Художник                   | П      |
| --- | ----------- | --- | ----------------------------- | ----------- | ------------------------ | -------------------------- | ------ |
| № 477 (Mi #698) |             | 100 лет междугородной телефонной связи, открытой в России в 1898 году между Москвой и Санкт-Петербургом. Телефонный аппарат «Эрикссон» на фоне коммутаторного зала телефонной станции (начало XX в.), Беклемишевская (Москворецкая) башня Московского Кремля (1487), Исаакиевский собор в Санкт-Петербурге (1818—1858). | 1.00 руб.                     | 13 января   | 250 000                  | Жаров А.                   | [ 3 ]  |
| № 478 (Mi #699) № 479 (Mi #700) № 480 (Mi #701) № 481 (Mi #702) № 482 (Mi #703)                                                                           |             | Охота: - Охота на глухаря. - Охота на уток. - Охота с ловчей птицей. - Охота на волков с флажками. - Охота на медведя. | 1.00 1.50 2.00 2.50 3.00 руб. | 29 января   | 300 000                  | Козлов И.                  | [ 4 ]  |
| № 483 (Mi #704BL23) |             | 200-летие Средиземноморского похода русской эскадры под командованием Ф. Ф. Ушакова. Высадка десанта с кораблей эскадры и штурм крепости Корфу (1799), флагманский линейный корабль «Святой Павел», линейный корабль эскадры и фрегат, вид на остров и крепость Корфу (по литографии 1790-х гг.), портрет Ф. Ф. Ушакова (по литографии XIX века). | 5.00 руб.                     | 19 февраля  | 250 000                  | Аверьянов М. Дыгало В.     | [ 5 ]  |
| № 484 (Mi #705) № 485 (Mi #706) № 486 (Mi #707) № 487 (Mi #708) № 488 (Mi #709) № 484—488 (Mi #705—709KB)                                                 |             | История Российского государства. Ордена России: - Орден Святого равноапостольного князя Владимира (1782). - Орден Святой Анны (1797). - Орден Святого Иоанна Иерусалимского (1798). - Орден Белого Орла (1815). - Орден Святого Станислава (1815). | 1.00 1.50 2.00 2.50 3.00 руб. | 25 февраля  | 250 000 55 000           | Зайцев Л.                  | [ 6 ]  |
| № 489 (Mi #710BL24) |             | 300 лет Андреевскому флагу. Флаги, гюйсы и вымпелы эпохи Петра Iа на мачтах и бушпритах кораблей, рисунок контурной карты мира с обозначением океанов, символизирующий кругосветные плавания кораблей русского военно-морского флота. | 7.00 руб.                     | 24 марта    | 250 000                  | Федулов А.                 | [ 7 ]  |
| № 490 (Mi #712) № 491 (Mi #711) № 492 (Mi #713) |             | Конкурс детского рисунка «Россия в XXI веке», организованный в 1998 году по решению Госкомсвязи России и проведённый Издательско-торговым центром «Марка» при содействии Совета по делам молодёжи при президенте России для привлечения молодёжи к филателии и поиска новых сюжетов для почтовых марок: - «Семья за чаем». Софья Кондрашина, 12 лет, Екатеринбург, I место. - «Город — фантазия». Александр Худышин, 11 лет, Самара, II место. - «Мой город». Юрий Лапушков, 11 лет, Ростовская область, III место. | 1.20 руб.                     | 30 марта    | 250 000                  | Жаров А.                   | [ 8 ]  |
| № 493 (Mi #714BL25) |             | Исследования космического пространства. Проект Международной космической станции, орбитальный комплекс «Мир» и космические спутники — метеорологический и связи. Рисунки, символизирующие практическое использование космической техники для решения народно-хозяйственных задач, проект обитаемой космической станции, разработанный К. Э. Циолковским (1857—1935), восход Солнца над Землей (вид с борта космического корабля), выдержка из трудов Циолковского: «Человечество не останется вечно на земле, но в погоне за светом и пространством сначала робко проникнет за пределы атмосферы, а затем завоюет себе околосолнечное пространство». | 7.00 руб.                     | 12 апреля   | 250 000                  | Бейлин В.                  | [ 9 ]  |
| № 494 (Mi #715) |             | Всемирная филателистическая выставка «ИБРА-99» (27.04—4.05.1999 г. Нюрнберг, Германия). Эмблема выставки, дом в котором жил немецкий художник Альбрехт Дюрер. | 3.00 руб.                     | 27 апреля   | 250 000                  | Плетнев А.                 | [ 10 ] |
| № 495 (Mi #716) № 496 (Mi #717) № 497 (Mi #718) № 498 (Mi #719) № 499 (Mi #720)                                                                           |             | Любительское рыболовство: - Ловля рыбы на кружки. - Летняя ловля с удочкой. - Ловля спиннингом. - Зимняя ловля. - Подводная охота. | 1.00 2.00 3.00 руб.           | 30 апреля   | 300 000                  | Сухарев С.                 | [ 11 ] |
| № 500 (Mi #722) |             | Окский государственный природный биосферный заповедник. Выпуск по программе «Европа». Природный пейзаж заповедника и представители его животного и растительного мира: зубр, белка, иволга, ветви дуба, сосны, цветущих кустарников и трав. | 5.00 руб.                     | 5 мая       | 300 000                  | Колганов В.                | [ 12 ] |
| № 501 (Mi #721) |             | 50-летие образования Совета Европы. Флаг Совета Европы с изображенным на нем юбилейным знаком на фоне контурной карты евразийского материка, текст: «К большой демократической Европе без разделительных линий». Дворец Европы в Страсбурге (Франция), Спасская башня Московского Кремля. | 3.00 руб.                     | 5 мая       | 250 000                  | Арцименев Ю.               | [ 13 ] |
| № 502 (Mi #723) № 503 (Mi #724) № 502—503 (Mi #723—724)                                                                                                   |             | Фауна. Олени. Совместный выпуск России и Китая. Изюбрь (Cervus elaphus xanthopygus), распространённый в горах Восточной Сибири и Дальнего Востока: - Изюбрь-самка. - Изюбрь-самец. | 2.50 руб.                     | 18 мая      | 850 000                  | Колганов В.                | [ 14 ] |
| № 504 (Mi #725) № 505 (Mi #726) № 506 (Mi #727) № 504—506 (Mi #725—727KB) № 507 (Mi #728BL26)                                                             |             | 200-летию со дня рождения А. С. Пушкина. Портреты: - С. Г. Чириков. Портрет А. С. Пушкина. (ок. 1815 г.). - И.-Е. Вивьен. Портрет А. С. Пушкина (1826). - К. П. Брюллов. Портрет А. С. Пушкина (1836). - Рисунок Е. Е. Лансере «Царское село» (1910) и изображение памятника А. С. Пушкину в г. Пушкине (Ленинградская область, 1898—1900), первая строка стихотворения А. С. Пушкина «Я памятник воздвиг себе нерукотворный» (1836). - В. А. Тропинин. Портрет А. С. Пушкина (1827). «Бал у князей Барятинских» (Г. Г. Гагарин, нач. 1830-х гг.), «Обед у книгоиздателя А. Ф. Смирдина» (А. П. Брюллов, 1833), текст: «К 200-летию со дня рождения А. С. Пушкина»; строка А. С. Пушкина: «И долго буду тем любезен я народу, что чувства добрые я лирой пробуждал…» (1836). | 1.00 3.00 5.00 7.00 руб.      | 27 мая      | 350 000 250 000 55 000   | Арцименев Ю.               | [ 15 ] |
| № 508 (Mi #729) № 509 (Mi #733) № 510 (Mi #731) № 511 (Mi #732) № 512 (Mi #730)                                                                           |             | Россия. Регионы: - Республика Северная Осетия — Алания. Цейское ущелье, где расположен Цейский ледник, дающий начало реке Цейдон и её долине, откуда открывается панорама хребтов Адай-Хох и Цейского. Памятник осетинскому поэту К. Л. Хетагурову (1955) во Владикавказе. - Республика Башкортостан. Вид на реку Большой Инзер и горные массивы Южного Урала, памятник башкирскому национальному герою Салавату Юлаеву (1967) в Уфе. - Кировская область. Вид на реку Вятка, правый приток реки Камы, изображение дымковской игрушки (глиняные лепные расписные фигурки людей и животных) на фоне стилизованных вятских кружевных узоров. - Эвенкийский автономный округ. Водопад на одной из горных рек Эвенкии, эвенк на олене как символ того, что оленеводство имеет важнейшее значение в жизни автономного округа. - Ставропольский край. Вид на Лермонтовский водопад на реке Ольховке, здание Главных нарзанных ванн (1903) в Кисловодске, скульптура «Орёл» (1903) на Горячей горе. | 2.00 руб.                     | 2 июня      | 350 000                  | Бейлин В.                  | [ 16 ] |
| № 513 (Mi #734) № 514 (Mi #735) № 515 (Mi #736) № 516 (Mi #737) № 517 (Mi #738) № 513—517 (Mi #734—738) (Mi #734—738KB)                                   |             | Флора. Розы. Текст — «Мир прекрасен богатством цветов, и венцом их является роза»: - Роза «Карина» (Carina). Текст — «С днём рождения!». - Роза «Глория Дей» (Gloria Dei). Текст — «От всего сердца!». - Роза «Кандия» (Candia). Текст — «Поздравляем!». - Роза «Конфиданс» (Confidence). Текст — «Будьте счастливы!». - Роза «Аве Мария» (Ave Maria). Текст — «С любовью!». | 1.20 2.00 3.00 4.00 руб.      | 10 июня     | 3 150 000 150 000 65 000 | Казак Н.                   | [ 17 ] |
| № 519 (Mi #740) |             | 250 лет Ростову-на-Дону. Герб города Ростова-на-Дону (1811), здание речного вокзала (1977), здание городской Думы (1899), Кафедральный собор Рождества Пресвятой Богородицы (1854—1860). | 1.20 руб.                     | 8 июля      | 250 000                  | Плетнев А.                 | [ 18 ] |
| № 520 (Mi #741) |             | 125 лет Всемирному почтовому союзу. Машинная обработка почтового конверта, аббревиатура UPU, эмблема ВПС. | 3.00 руб.                     | 23 августа  | 250 000                  | Арцименев Ю.               | [ 19 ] |
| № 521 (Mi #742) № 522 (Mi #743) № 521—522 (Mi #742—743) (Mi #742—743KB)                                                                                   |             | 200 лет со дня рождения К. П. Брюллова (1799—1852). Автопортрет (1848): - К. П. Брюллов. «Всадница» (1832). - К. П. Брюллов. «Портрет Ю. П. Самойловой с Амацилией Пачини» (ок. 1839 г.). | 2.50 руб.                     | 25 августа  | 350 000 100 000          | Жаров А.                   | [ 20 ] |
| № 523 (Mi #744) № 524 (Mi #745) № 525 (Mi #746) № 526 (Mi #747) № 527 (Mi #748) № 523—527 (Mi #744—748)                                                   |             | История отечественного мотоцикла: - Мотоцикл ИЖ-1 (1929). - Мотоцикл Л-300 (1930). - Мотоцикл М-72 (1941). - Мотоцикл М-1-А (1945). - Мотоцикл Иж Планета-5 (1987). | 1.00 1.50 2.00 2.50 5.00 руб. | 9 сентября  | 350 000                  | Безменов А.                | [ 21 ] |
| № 528 (Mi #749) (Mi #749KB) № 529 (Mi #750) (Mi #750KB)                                                                                                   |             | 200-летие перехода войск А. В. Суворова через Альпы. Совместный выпуск Россия — Швейцария: - Генерал-фельдмаршал А. В. Суворов с группой офицеров и солдат русской армии. Памятника на перевале Сен-Готард (1898), представляющий собой высеченный в скале двенадцатиметровый крест, меч и лавровый венок, с высеченными под ними на русском языке словами: «Доблестным сподвижникам генералиссимуса фельдмаршала графа Суворова-Рымникского, князя Италийского, погибшим при переходе через Альпы в 1799 году». - Авангард русской армии на берегу Клёнтальского озера в Швейцарии 29 сентября 1799 года (по гравюре Л. Гесса, 1800). | 2.50 руб.                     | 24 сентября | 520 000 650 000          | Илюхин Б.                  | [ 22 ] |
| № 530 (Mi #752) № 531 (Mi #753) № 532 (Mi #754) № 533 (Mi #755) № 534 (Mi #751)                                                                           |             | Спортивные игры народов России: - Конные состязания. - Борьба куряш. - Игра в городки. - Гонки на оленьих упряжках. - Гиревой спорт. | 2.00 руб.                     | 30 сентября | 330 000                  | Бельтюков В.               | [ 23 ] |
| № 535 (Mi #756) № 536 (Mi #759) № 537 (Mi #758) № 538 (Mi #757) № 539 (Mi #760) № 540 (Mi #761) № 541 (Mi #762) № 542 (Mi #763) № 535—542 (Mi #756—763KB) |             | Популярные певцы российской эстрады: - Леонид Утёсов (1895—1982). Портрет, певец во время концертного выступления. - Лидия Русланова (1900—1973). Портрет, певица в русском национальном костюме на фоне летнего пейзажа. - Клавдия Шульженко (1906—1984). Портрет, певица во время концертного выступления. - Марк Бернес (1911—1969). Портрет, певец в фильме «Человек с ружьём» (1938). - Булат Окуджава (1924—1997). Портрет, певец на фоне московской улицы Арбат. - Владимир Высоцкий (1938—1980). Портрет, певец во время концертного выступления. - Игорь Тальков (1956—1991). Портрет, певец во время концертного выступления и изображение листа с текстом его песни «Россия». - Виктор Цой (1962—1990). Портрет, певец во время концертного выступления на фоне рисунка, символизирующего его песню «Звезда по имени Солнце». | 2.00 руб.                     | 6 октября   | 350 000 80 000           | Илюхин Б.                  | [ 24 ] |
| № 543 (Mi #775) |             | Чемпион России по футболу (1995) «Спартак-Алания» (Владикавказ). Эпизод игры в футбол, атака. | 2.00 руб.                     | 22 ноября   | 350 000                  | Стрельников Р.             | [ 25 ] |
| № 544 (Mi #776) (Mi #776KB) № 545 (Mi #777) (Mi #777KB) № 544—545 (Mi #776—777)                                                                           |             | С Новым 2000 годом! Фрагменты фигур созвездий северного неба (по гравюре А. Дюрера, 1515 г.): - Дед Мороз с еловой лапой в руке. - Символическое изображение земного шара в виде жемчужины, лежащей в раковине. | 1.20 руб.                     | 1 декабря   | 350 000 55 000           | Бельтюков В. Бельтюкова Е. | [ 26 ] |

## Третий выпуск стандартных марок
Порядок следования элементов в таблице соответствует номеру по каталогу марок России на официальном сайте издатцентра «Марка», в скобках приведены номера по каталогу «Михель».
| № | Изображение | Описание | Номинал                                                     | Дата       | Тираж    | Художник     | П      |
| --- | ----------- | --- | ----------------------------------------------------------- | ---------- | -------- | ------------ | ------ |
| № 407IБ (Mi #764) № 408IБ (Mi #765) № 409IБ (Mi #766) № 410IБ (Mi #767) № 411IБ (Mi #768) № 412IБ (Mi #769) № 413IБ (Mi #770) № 414IБ (Mi #771) № 415IБ (Mi #772) № 416IБ (Mi #773) № 417IБ (Mi #774) |             | Третий выпуск стандартных почтовых марок Российской Федерации: - Сельское хозяйство. Зерноуборочные комбайны. - Нефтяная промышленность. Морская буровая платформа и буровое судно. - Экология. Охрана животного мира. Белые журавли — стерхи. - Радио и телевидение. Останкинская телевизионная башня в Москве. - Эмблема организации федеральной почтовой связи Российской Федерации. - Герб и флаг Российской Федерации. - Электроэнергетика. Опоры линий электропередачи и фрагмент турбины. - Транспорт. Электровоз. - Московский Кремль. Спасская башня и Большой Кремлёвский дворец. - Космическая связь. Спутник связи «Луч». - Искусство. Музыка. Пианист на фоне органа. | 0.10 0.15 0.25 0.30 0.50 1.00 1.50 2.00 2.50 3.00 5.00 руб. | 26 октября | массовый | Арцименев Ю. | [ 27 ] |
| № 518 (Mi #739) |             | Надпечатка нового номинала на почтовой марке Первого выпуска стандартных почтовых марок Российской Федерации: - Москва. Государственный академический Большой театр. | 1.20 руб.                                                   | 22 июня    | массовый | Шмидштейн А. | [ 28 ] |

## Комментарии
1. ↑  Ниже приведён перечень коммеморативных марок (с возможностью сортировки по номиналу, тиражу и дате введения в обращение).
2. ↑  Ниже приведён перечень стандартных марок (с возможностью сортировки по номиналу, тиражу и дате введения в обращение).